# Jacques Coghen

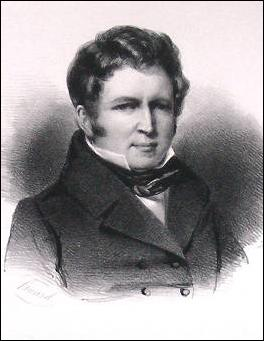
Portret van Jacques André graaf Coghen door Louis Huard

Jacques André Coghen (Brussel, 31 oktober 1791 - aldaar, 15 mei 1858), vanaf 1836 graaf de Coghen, was een Belgisch liberaal politicus. Hij was bankier en lag in 1824 aan de basis van de oprichting van de AG-verzekeringen. Hij werd minister van Financiën in de eerste Belgische regering die na de eedaflegging van koning Leopold I werd gevormd (1831-1832). Hij is tevens een voorvader van koning Filip.

## Familie
Vooraleer de familie Coghen in Brussel kwam wonen, was ze sinds het begin van de 14e eeuw gevestigd in de Brabantse stad Diest als handelaar en rentmeester. Sommigen van hen waren daar stadsbestuurders. Tijdens de Protestantse Opstand van het midden van de 16e eeuw hebben ze gestreden aan de zijde van de Protestantse rebellen aangezien Diest een van de vier steden van Willem van Oranje (de leider van de rebellen) was samen met Breda, Duisburg en Orange.
Jacques Coghen was de zoon van Joseph Coghen (1749-1820), apotheker en medeoprichter van de Société des médecins, chirurgiens et apothiquaires de Bruxelles. Zijn moeder was Isabelle Stielemans. Hijzelf trouwde in 1821 met Caroline Rittweger (1799-1885), dochter van Franz Rittweger (1766-1848) directeur van de Société Générale en schepen van Brussel. De Rittweger familie was afkomstig van Beieren maar verhuisde naar Brussel op het einde van de 18de eeuw toen ze hoge ambtenaren waren van de Oostenrijkse Keizerlijke Post. François Rittweger, de vader van Caroline, was Brussels politicus, beheerder van verschillende financiële ondernemingen en financieel adviseur van de Belgische Koning Leopold I. Hij was vrijmetselaar in de loge "Les Amis Philanthropes". Jacques Coghen was ook vrijmetselaar in de loge "L'Espérance" in Brussel waar hij andere belangrijke toekomstige Belgische revolutionairen leerde kennen, namelijk Jean Barbanson (1797-1883), Eugène Defacqz (1797-1871) en Alexandre Gendebien (1789-1869).
Het echtpaar Coghen-Rittweger had een zoon en vier dochters:
- Isabelle Coghen (1822-1891), trouwde in 1841 in Brussel met Théodore Mosselman du Chenoy (1804-1876), bankier en senator. Ze kregen drie zoons en drie dochters, met afstammelingen tot heden.
- Barbe Coghen (1823-1883), trouwde in 1856 in Brussel met baron Victor Limnander de Nieuwenhove (1816-1897), adjunct-secretaris van de koning en componist. Ze kregen twee dochters die ongehuwd bleven.
- Henriëtte Coghen (1825-1880), trouwde in 1847 in Brussel met Augustin Licot de Nismes (1827-1881), volksvertegenwoordiger. Ze kregen negen zoons en drie dochters, met afstammelingen tot heden.
- Frantz Coghen (1827-1888), trouwde in 1871 in Brussel met Victoire Grisard (1843-1920). Het huwelijk bleef kinderloos.
- Marie-Caroline Coghen (1832-1870), trouwde in 1854 in Ukkel met baron Adile Eugène Mulle de ter Schueren (1827-1914), gemeenteraadslid van Tielt, volksvertegenwoordiger en senator. Ze kregen een zoon en twee dochters, met afstammelingen tot heden.

Het domein in Limburg dat toebehoorde aan Rittweger en vervolgens aan Coghen, ging over op hun dochter Isabelle Coghen (1822-1891), die getrouwd was met Théodore Mosselman du Chenoy (1804-1876). Dit domein is tot het openluchtmuseum Bokrijk geëvolueerd. Theodore Mosselman en zijn vrouw zijn de overgrootouders van koningin Paola.

## Levensloop

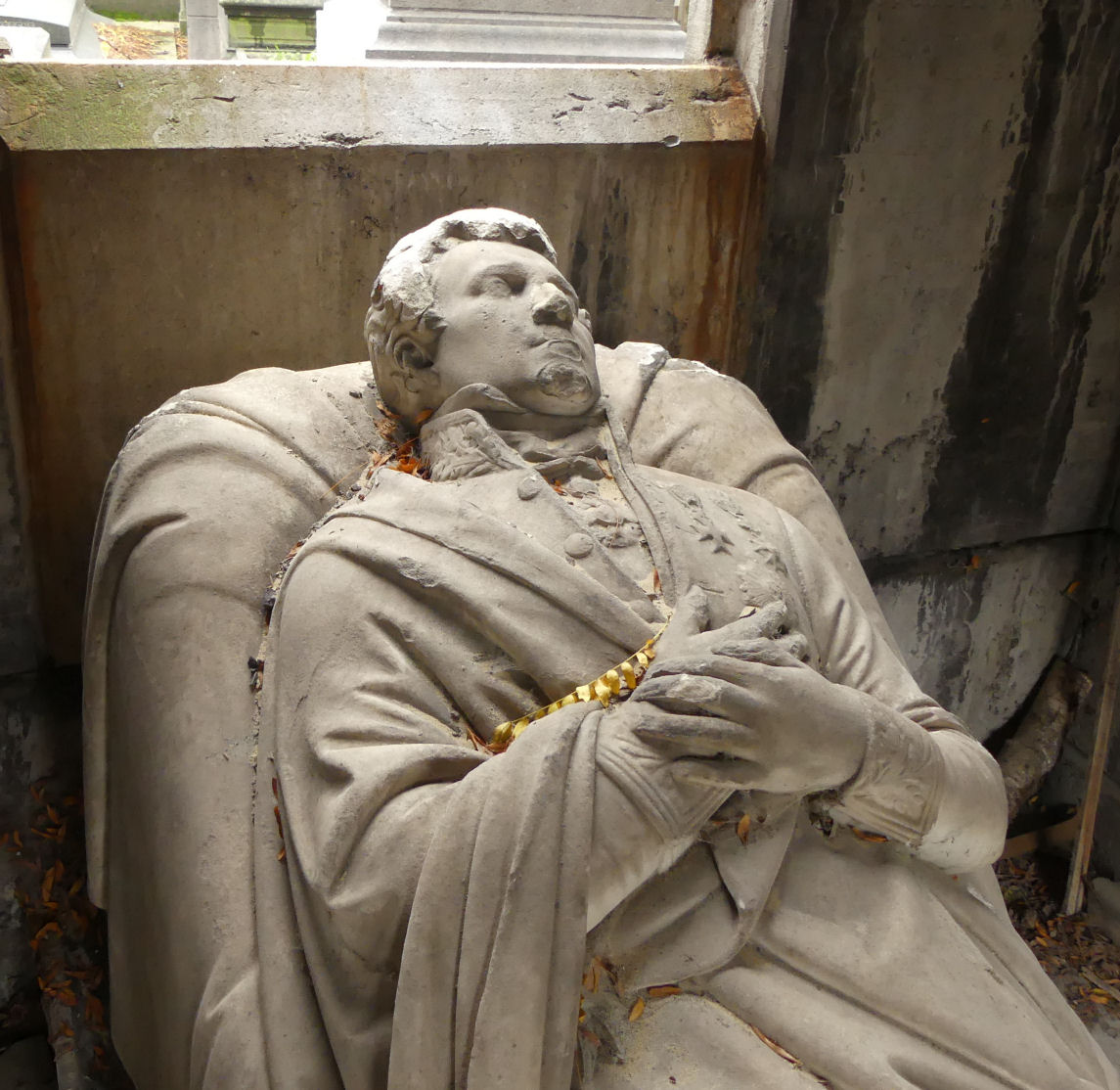
Praalgraf in Laken

Via zijn schoonvader, directeur van de instelling, kreeg Coghen toegang tot de hoge regionen binnen de Société Générale. Hij had uitstekende betrekkingen met het Nederlandse Hof, net als zijn collega Ferdinand Meeûs en werd belangrijk in Brussel, onder meer als hulprechter (1823-1825) en rechter (1826-1830) van de handelsrechtbank. Later zou hij zijn schoonvader opvolgen als voorzitter van deze rechtbank (1834-1835).
Net als Meeûs verkoos hij de Belgische Revolutie te ondersteunen, ook al wees hij het lidmaatschap van het Nationaal Congres van de hand. Vanaf einde september was hij lid van de Financiële Commissie die het Voorlopig Bewind bijstond en werd hij administrateur-generaal van Financiën. In de regering-De Mûelenaere (juli 1831 - september 1832) werd hij minister van Financiën. Tijdens zijn mandaat als minister ging de Belgische regering door de moeilijke periode van de Tiendaagse Veldtocht, een Hollandse mislukte poging om de Belgische Revolutie te onderdrukken. Als Minister van Financiën onderhandelde en ondertekende hij op 19 december 1831 een belangrijke lening met de Londense bankier Nathan Rotschild dat de pas opgerichte Belgische staat redde van een vroegtijdige ondergang.
Hij werd ook nog volksvertegenwoordiger (1831-1845) en vervolgens liberaal senator (1848-1851 en 1855-1858) en vicevoorzitter van de Senaat. Hij was ook gemeenteraadslid van Brussel (1830-1839), maar nam, net als Meeûs, ontslag vanwege een geschil over de bouw van een nieuw Justitiepaleis.
Na aanvankelijke vijandigheid en achterdocht was koning Leopold de leiders van de Société Générale naar waarde gaan schatten, zodanig dat hij in 1836 aan Meeûs en Coghen de titel van Minister van Staat wilde doen verlenen. In die jaren betekende dit opname in de regering, zonder portefeuille. De unionistische maar hoofdzakelijk katholieke regering de Theux zag het niet zitten om twee uitgesproken liberalen zomaar binnen te laten en dreigde met ontslag. De koning bond in maar eerde dan toch minstens Meeûs langs een andere weg, door hem in de adelstand te doen opnemen met een titel van graaf voor hem en al zijn nakomelingen. Voor Coghen werd een paar jaar later hetzelfde bereikt, maar langs een omwegje. In 1837 werd hij in Rome tot 'pauselijk graaf' benoemd, een titel die in principe geen rechtsgeldigheid had in België, tenzij (wat dan ook in 1839 gebeurde) een homologatie volgde. Coghen en al zijn erfgenamen waren voortaan graaf of gravin de Coghen.
Coghen werd begraven in een grafkapel te Laken, met een stenen beeld door Geefs.
Na zijn dood is zijn achternaam geëvolueerd tot nieuwe vormen, zoals Cogen.

## Functies
Vanuit zijn activiteiten en functies in de Société Générale was Coghen een hoofdfiguur in de ontwikkeling van de industrie in het jonge koninkrijk. Zo was hij onder meer:
- stichter van de Assurances Générales of AG (1824);
- medestichter van de S. A. des glaces, verres à vitre, cristaux et gobeleterie de Mariemont (1828);
- bestuurder van de Chemins de fer du Haut et Bas Flenu (1835);
- medestichter van de Société nationale pour les entreprises industrielles et commerciales (1835);
- bestuurder van de Manufacture des Glaces de Bruxelles (1836);
- bestuurder van de Société de la Mutualité (1837);
- bestuurder van de Compagnie Maritime Belge (1837);
- bestuurder van de Société civile pour l'agrandissement de la capitale (1837);
- bestuurder van de Fonderie Haine-St.-Pierre (1838);
- bestuurder van de Société des hauts fourneaux du Luxembourg (1839);
- bestuurder van de Société des Chemins de fer de St.-Ghislain (1842);
- bestuurder van de Mines de Membach (1845);
- bestuurder van de Charbonnages de Belle-Vue, Baisieux et Dour (1847);
- bestuurder van de Charbonnages de Sarslongchamps (1851);
- bestuurder van de Compagnie belge de réassurance (1857);
- bestuurder van de Société Phénix (1858).

Hij kan aanzien worden als een van de belangrijkste financiers en industriëlen uit de eerste decennia van het Belgische koninkrijk.

## Adel
Toen in 1839 eerste minister Barthélémy de Theux de Meylandt niet wilde ingaan op het verzoek van koning Leopold om Meeus en Coghen de titel van minister van Staat te verlenen, besliste de koning om dan maar de beide heren in de adelstand op te nemen.
Jacques Coghen was tot pauselijk graaf verheven onder paus Gregorius XVI in 1837 en hij werd met dezelfde titel, erfelijk op zijn mannelijke nakomelingen, opgenomen in de Belgische adel. Tevens mocht hij zich voortaan 'de' Coghen noemen.

## Eretekens
- België: Commandeur in de Leopoldsorde
- Frankrijk: Erelegioen